# Conus decoratus
Conus decoratus é uma espécie de gastrópode do gênero Conus, pertencente à família Conidae.

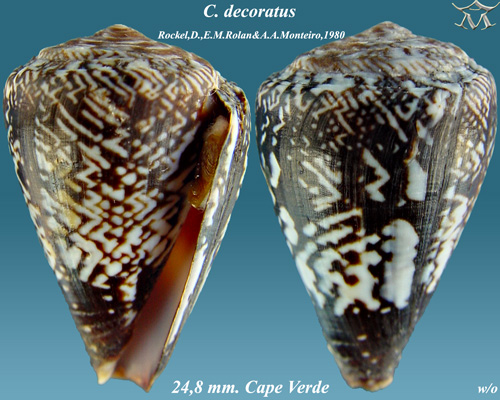